# Duluth-Komplex

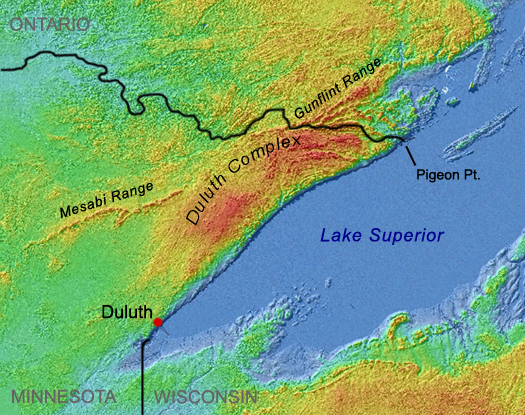
Das schattierte Reliefbild zeigt den Duluth-Komplex, der sich bogenförmig von Duluth zum Pigeon Point zieht und dabei die Mesabi Range und die Gunflint Range unterbricht

Der Duluth-Komplex, der damit verbundene Beaver-Bay-Komplex (der oft als Bestandteil des Duluth-Komplexes betrachtet wird), und die zugehörige North Shore Volcanic Group (auch North Shore Volcanics) sind Gesteinsformationen, die einen großen Teil des Grundgebirges im Nordosten des US-Bundesstaats Minnesota aufbauen. Duluth- und Beaver-Bay-Komplex sind intrusive Gesteine, die während des so genannten Midcontinent-Rift (auch Keweenawan Rift) entstanden, bei dem sich vor 1,1 Milliarden Jahren im Mesoproterozoikum im nordamerikanischen Kontinent ein Grabenbruch öffnete. Die Intrusivkomplexe grenzen an die vulkanischen Gesteine der North Shore Volcanic Group, die während des gleichen Ereignisses entstanden. Die drei geologischen Einheiten sind Teil der physiogeographischen Region des amerikanischen Superior Uplands, das mit dem Laurentian Upland des Kanadischen Schildes – dem Herz des Nordamerikanischen Kratons – verbunden ist.

## Lage
Der Duluth-Komplex nimmt einen großen Teil der nördlich des Lake Superior liegenden und wie eine Pfeilspitze geformten Arrowhead Region von Minnesota ein. Vom Westende nahe Duluth (Minnesota) zieht er bogenförmig nach Norden und Nordosten bis etwa zum 48. Breitengrad südlich des Knife Lake, läuft von dort aus nach Osten, etwa 5 bis 20 Kilometer südlich und parallel der kanadischen Grenze, berührt sie schließlich am Pigeon River (Minnesota-Ontario), um sich schließlich entlang der Grenze bis zum Lake Superior zu erstrecken.
Nahe dem Lake Superior vermischen sich die Gesteine des Duluth- und Beaver-Bay-Komplexes mit denen der North Shore Volcanics zu einem komplexen geologischen Mosaik. Die beiden Komplexe erstrecken sich noch eine kurze Strecke unter den Lake Superior südlich der heutigen Uferlinie, werden jedoch zum größten Teil entlang des Ufers von den Gesteinen der North Shore Volcanics überlagert.

## Bildung

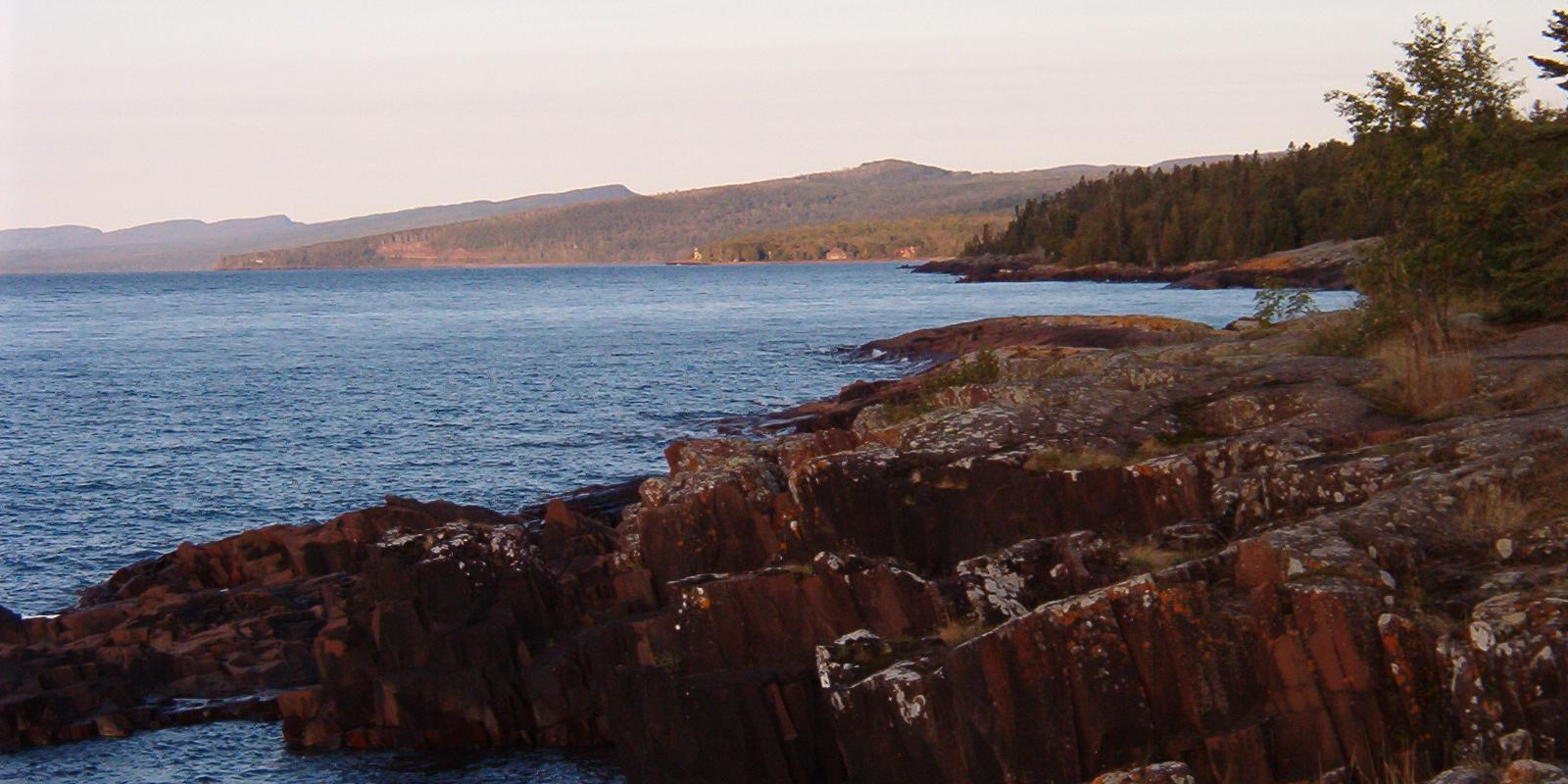
Die Sawtooth Mountains am Lake Superior

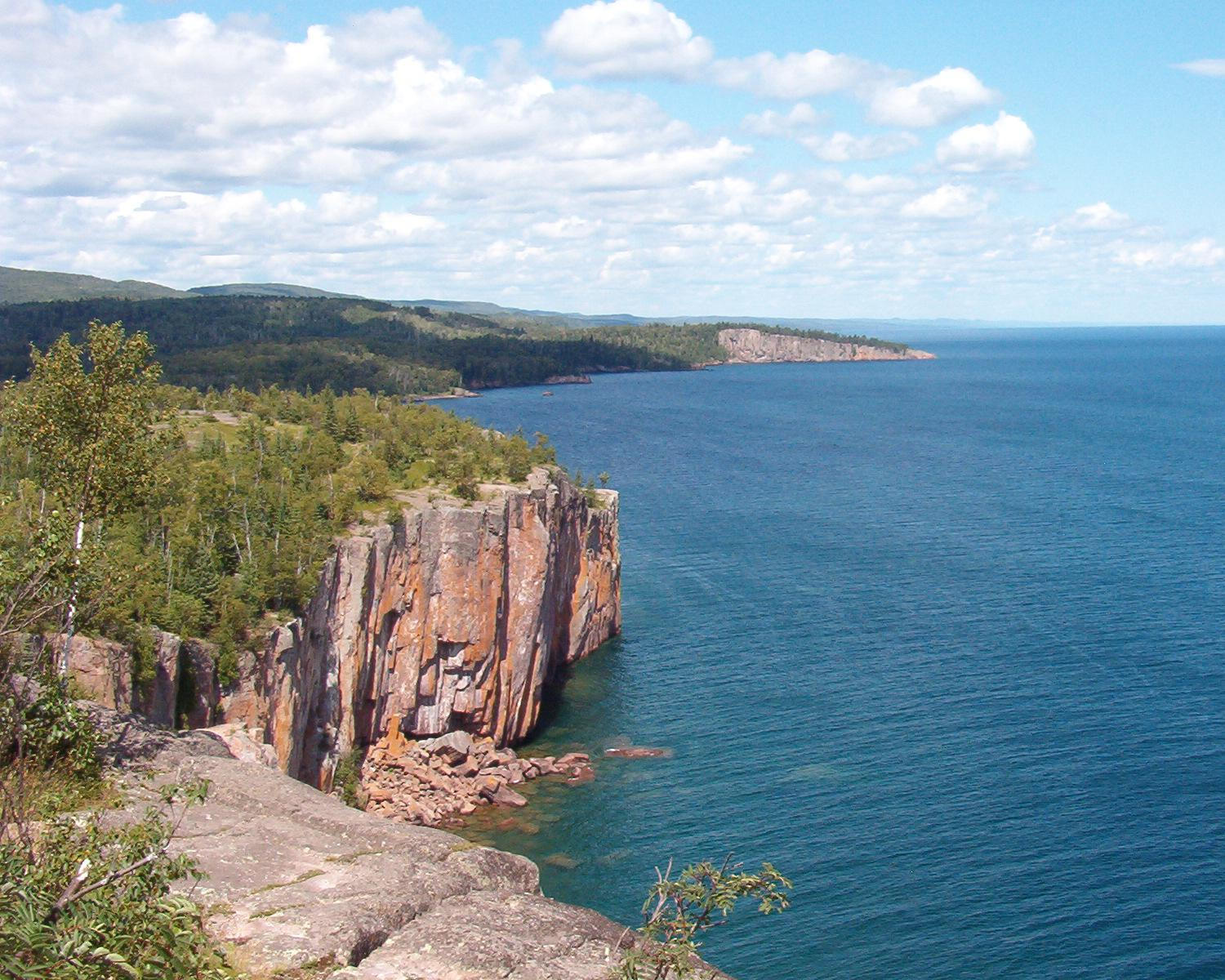
North Shore Volcanics: Palisade Head im Vordergrund vor Shovel Point, beides rhyolithische Gesteine des Midcontinent-Rifts; am Horizont die Sawtooth Mountains

Vor etwa 1100 Millionen Jahren (mya) begann der Nordamerikanische Kraton am Midcontinent-Rift auseinanderzubrechen. Über einen Zeitraum von etwa 15 – 22 Millionen Jahren stieg Magma in der Erdkruste auf, trennte die älteren Gesteine am Rand des Rifts und bildete neues Gestein aus. Die Gesteinsabfolgen, die während dieses Ereignisses entstanden, werden unter der Bezeichnung Keweenawan Supergroup zusammengefasst. Dazu gehören nicht nur North Shore Volcanics, Duluth- und Beaver-Bay-Komplex mit mehr als 20.000 m Mächtigkeit, sondern auch mehr als 10.000 m, vorwiegend rotgefärbte, kontinentale Sedimente.

### Die North Shore-Volcanics
Die North Shore Volcanics entstanden ca. 1109–1096 mya aus hunderten von einzelnen Lava-Ergüssen, die sechs unterscheidbare, teilweise überlappende Plateaus von mehr als 8000 m Mächtigkeit bilden. Diese fallen zum Zentrum der Mulde unter dem Lake Superior ein. Dies wird deutlich etwa in den Sawtooth Mountains, deren Oberfläche diese einheitliche Einfallen abbildet (s. Bild). In der Mehrheit handelt es sich um Basalte, untergeordnet kommen Rhyolithe und andere vulkanische Gesteine vor. Als Teil der Keweenawan Supergroup sind die North Shore Volcanics eines der ältesten und größten sowie gut erhaltenen Beispiele für Plateaubasalte.

### Der Duluth-Komplex
Die Vulkanite bilden das Wirtsgestein für die Platznahme der mafischen Bildungen des Duluth-Komplexes. Dies bildeten sich nach 1102 mya, wobei die ältesten Teile in der Nähe von Duluth aufgeschlossen sind, und die jüngeren im Nordosten nahe Tofte. Das aufgestiegene Magma kühlte sich als etwa 16 Kilometer mächtiger Lagergang langsam ab und bildete grobkristalline Gesteine aus, vorwiegend Gabbro mit nicht unerheblichen Anteilen von Anorthosit sowie andere, intermediäre bis granitische Gesteine.
Der Duluth-Komplex ist eine der größten Intrusionen gabbroider Gesteine der Erde, und eine der größten bekannten Layered Intrusions. Seine Fläche beträgt 4715 km2. Der untere Teil der Intrusion am nordwestlichen Rand des Komplexes besteht aus ultramafischen Kumulaten mit Absonderungen von Nickel, Kupfer und Platinmetallen. Die oberen, differenzierten Teile führen Ilmenit-haltige Labradorit-Anorthosite.
Entlang seiner Nordgrenze stößt der Duluth-Komplex an die ältere Gesteinsformation der archaischen Ely-Greenstones, von denen man früher annahm, dass sie die ältesten aufgeschlossenen Gesteine der Erde darstellten. Heute kennt man ältere Gesteine aus Minnesota (Morton-Gneiss), Grönland (Isua-Gneis), Nordwest-Territorien (Acasta-Gneis) und Québec (Nuvvuagittuq-Grünsteingürtel). Außerdem grenzt der Komplex an die erzführende Mesabi Range und die Gunflint Range, die während der Penoke-Orogenese gebildet wurden, eine Gebirgsbildung des Paläoproterozoikums. Die beiden Gebirgsketten bildeten früher wahrscheinlich eine zusammenhängende Einheit, bis sie durch die Platznahme des Duluth-Komplexes unterbrochen wurden.
Im Süden nahe dem Lake Superior liegen die Schichten des Duluth- und Beaver-Bay-Komplexes unter den North Shore Volcanics oder vermischen sich mit diesen. Der Beaver-Bay-Komplex nimmt das Zentrum der North Shore Volcanics ein und ist mit etwa 1096 mya etwas jünger als der Duluth-Komplex. Früher wurde angenommen, dass die Vulkanite und jüngeren Gesteine unter dem Lake Superior und auch auf der anderen Seite des Sees in Wisconsin – wo ebenfalls Gabbro-Formationen existieren – vollständig vom Duluth-Komplex unterlagert werden. Der Komplex wurde als ein gigantischer Lopolith angesehen, eine linsenförmige Struktur mit einem vertieften Zentrum, die die Gabbro-Formationen zu beiden Seiten des Sees miteinander verbinde. Tatsächlich galt der Duluth-Komplex als der Archetypus eines Loplithen. Heute ist bekannt, dass er sich nur wenige Kilometer über das Seeufer hinaus nach Süden erstreckt, und keine Verbindung zu den Vorkommen auf der anderen Seite aufweist. Er ist also kein Lopolith, sondern ein sehr großer Lagergang.

## Heutige Landformen

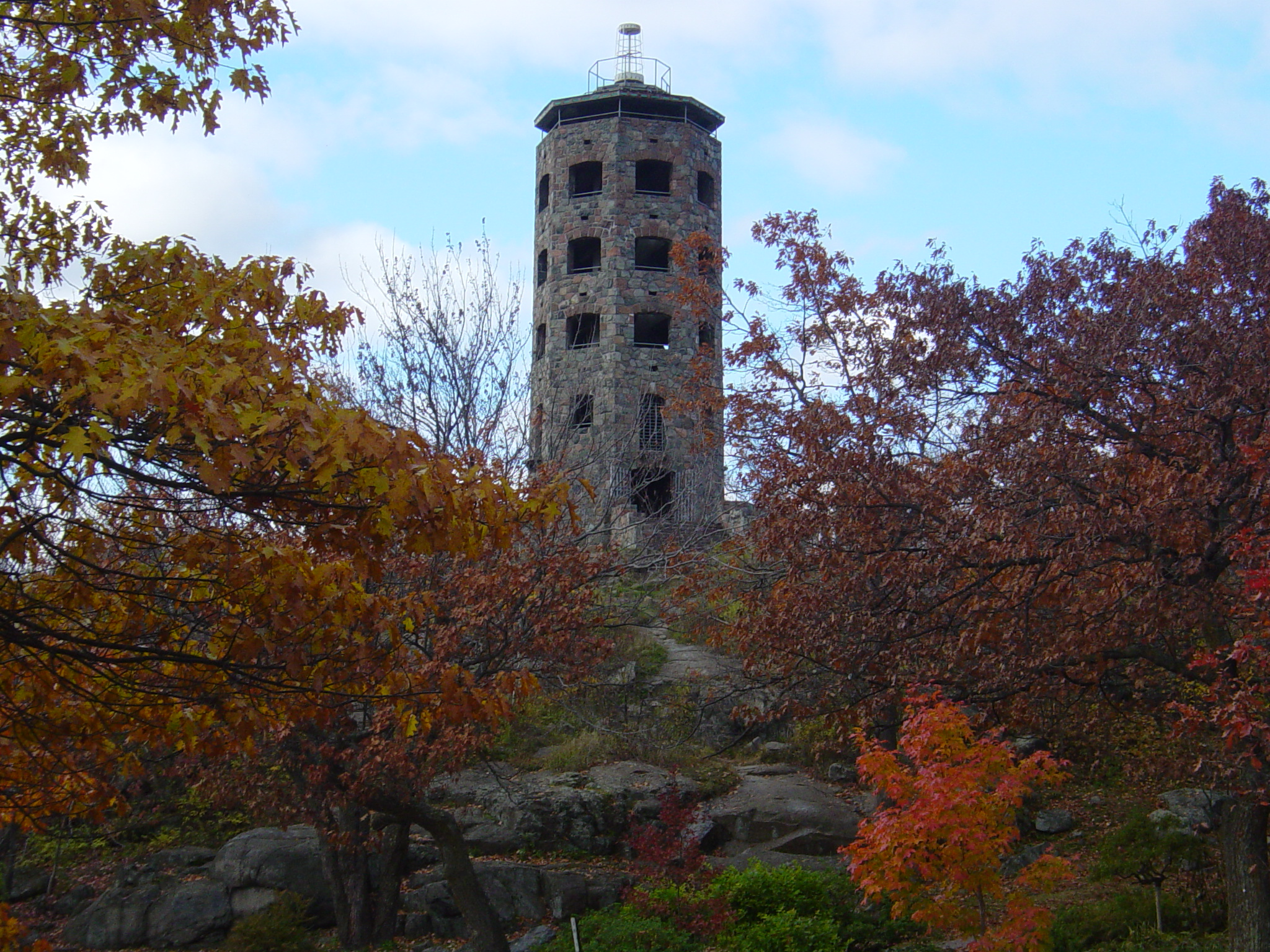
Enger Tower in Duluth, aus lokalem Keweenawan-Gestein erbaut, auf einer Gabbro-Kuppe (Vordergrund)

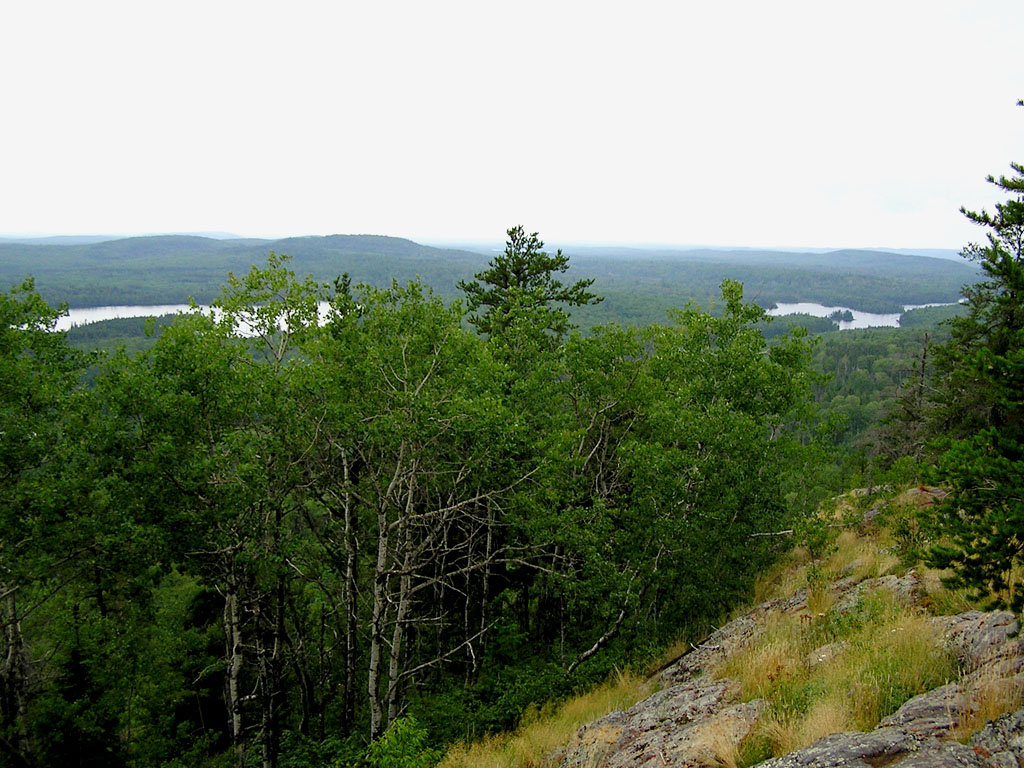
Die zerklüfteten Misquah Hills

Das präkambrische Grundgestein des Duluth-Komplexes und der North Shore Volcanics sind nicht unter jüngeren Gesteinen begraben, wie dies weiter südlich der Fall ist, sondern liegen nahe oder an der Oberfläche. Gletscher schürften frühere Böden ab, und die neuen sind dünn und ertragsarm, wie dies typisch für den Kanadischen Schild ist, da sie sich aus dem Festgestein entwickeln mussten anstatt aus mächtigen Lagen von Geschiebelehm, der in der gesamten Region nur unregelmäßig und dünn vorkommt. Aus diesem Grund ist das Festgestein meistens gut aufgeschlossen, nur in den Einzugsgebieten von Saint Louis und Cloquet River im Westen kommen jüngere Ablagerungen und Geschiebelehme vor.
Aufschlüsse von Gabbro bilden beide Enden des Komplexes und dominieren die Stadt, die dem Komplex den Namen gab. Sie sind auch Bestandteil des Pigeon Point, dem östlichsten Punkt von Minnesota. Zwischen den Gabbro-Aufschlüssen liegt das Nordufer des Lake Superior, das von Duluth bis zur Grenze als zusammenhängender Aufschluss vulkanischer Gesteine bezeichnet wurde, auch wenn es von Teilen des Beaver Bay-Komplexes wie den Anorthosit-Klippen und Basaltergüssen am Split Rock Lighthouse unterbrochen wird.
Herausragende Reste der Vulkanite umfassen etwa die Rhyolithklippen am Palisade Head, die basaltischen Lavaergüsse bei Gooseberry Falls und die Sawtooth Mountains weiter im Osten. Am Strand des Sees sind Funde von quarz-gebändertem Thomsoniten und Achaten möglich, die durch Mineralfüllungen von Gasblasen bei der Abkühlung der Lava entstanden sind.
Im Innern des Komplexes, entfernt vom See, werden Eagle Mountain, Misquah Hills, der östliche Teil des Superior National Forest und seine Boundary Waters Canoe Area Wilderness (BWCA) von an der Oberfläche anstehendem präkambrischen Grundgestein gebildet. Hier finden sich viele der charakteristischen Merkmale der Region. Die kleineren Seen auf den Gabbrointrusionen liegen in Hohlformen, die durch die unterschiedliche Widerständigkeit der Gabbroschichten gegenüber der Erosion entstanden, vor allem der Gletschererosion. Die ausgeschürften Niederungen wurden durch vom Eis zurückgelassenen Moränenmaterial aufgestaut und bildeten die unregelmäßigen Seen mit felsigen Ufern aus, die das Kennzeichen der Canoe Area Wilderness sind.